# Elfriede Kuzmany
Elfriede Kuzmany (29 de septiembre de 1915 - 17 de julio de 2006) fue una actriz austríaca.

## Biografía
Nacida en Rokytnice v Orlických horách, en la actual República Checa, tras dejar la escuela fue por vez primera a la Academia de Bellas Artes de Viena, donde estudió pintura y artes gráficas. Más tarde dirigió su interés artístico hacia la actuación y se trasladó a la Universidad de Música y Arte Dramático de Viena. Un primer compromiso teatral la llevó en el año 1938 al Theater in der Josefstadt, en Viena, a cuya compañía perteneció hasta el año 1944. También fue actriz invitada en el Deutsches Theater de Berlín y en el Berliner Kammerspielen. En 1947 se comprometió con el Kammerspiele Bremen, que abandonó dos años más tarde para encontrar un hogar artístico durante muchos años en el Bayerisches Staatsschauspiel de Múnich. Entre 1949 y 1979 interpretó numerosos personajes en dicho teatro, llegando a recibir el reconocimiento internacional, como ocurrió con la representación en 1966 de la obra de Gerhart Hauptmann Die Ratten en Nueva York. Bajo la dirección de reconocidas personalidades teatrales como Douglas Sirk, Fritz Kortner y Heinz Hilpert, Kuzmany interpretó grandes papeles sobre la escena como el de Santa Juana (de George Bernard Shaw), Kunigunde en la pieza de Heinrich von Kleist Das Käthchen von Heilbronn, el personaje del título en la pieza de Federico García Lorca Doña Rosita la soltera, Olga en la pieza de Antón Chéjov Las tres hermanas, y Elisabeth en Maria Stuart, de Friedrich Schiller. 
A partir de 1979, Elfriede Kuzmany, nombrada actriz estatal en el año 1959, se centró en las actuaciones cinematográficas y televisivas, actuando pocas ocasiones en el teatro, entre ellas en el Festival Ruhrfestspiele en Recklinghausen, en el Volksbühne de Berlín o en el Teatro de Cámara de Múnich. Por su inusual trabajo en la obra de William Shakespeare El rey Lear en el año 1981, obtuvo el Premio Bad-Hersfeld. Además, por su servicio a las artes teatrales, en 1999 fue galardonada con la Orden Bávara de Maximiliano para las ciencias y las artes.
El debut cinematográfico de Elfriede Kuzmany tuvo lugar en 1939 con la película dirigida por Erich Engel Hotel Sacher. Sin embargo, no volvió a actuar para la gran pantalla hasta 1950, en la película protagonizada por Werner Krauß Der fallende Stern. A los dos años actuó con Gustav Fröhlich en Haus des Lebens. Desde finales de los años 1950 participó en varias adaptaciones televisivas de obras teatrales, como Androklus und der Löwe (de Bernard Shaw) y la obra de Pedro Calderón de la Barca La dama duende. Su primer gran éxito en el cine llegó en 1962 como Frau Mertens en la comedia de Rolf Thiele Das schwarz-weiß-rote Himmelbett, por la cual recibió en 1963 el Deutscher Filmpreis a la mejor actriz de reparto. Desde finales de los años 1970 trabajó con mayor intensidad en el cine y la televisión, siendo dirigida por Hans W. Geißendörfer (Der Sternsteinhof) y Vadim Glowna (Dies rigorose Leben). Con Michel Piccoli actuó en Tödliches Geld, y con Bruno Ganz en Erfolg, a partir de la novela de Lion Feuchtwanger. También actuó en la miniserie Die Bertinis, y junto a Manfred Steffen protagonizó el telefilm Die schönste Liebesgeschichte des Jahrhunderts. Además, participó en series televisivas como Tatort, Der Kommissar, Derrick, Polizeiinspektion 1 y Der Alte. También prestó su voz al personaje principal de la producción de animación Das kleine Gespenst. Su última actuación televisiva llegó en 1997, actuando junto a Martin Benrath y Lola Müthel en el telefilm Eine Herzensangelegenheit.
A partir de 1947 también actuó con mayor frecuencia en producciones radiofónicas. Por ejemplo, en 1948 actuó con Fritz Kortner en Dantons Tod, y en 1949 fue la esposa de Heinz Rühmann en la comedia Du kannst mir viel erzählen. En 1955 colaboró con Maria Becker y Will Quadflieg en Sappho. Ein Trauerspiel. En años posteriores trabajó con  Paul Hoffmann y Klausjürgen Wussow en Eines langen Tages Reise in die Nacht (1975), y con Karl Walter Diess en Jena (1993).
Ya con edad avanzada, Elfriede Kuzmany volvió a las bellas artes, realizando numerosos gráficos, acuarels y dibujos, que expuso en Berlín, Múnich y Viena.
En 1985 escribió el libro Der Anti-Antifaust oder wie man Goethes „Faust“ abschaffen könnte oder Scherz, Satire, Irr-Regie, untiefere Bedeutung: ein fiktives Regiebuch, un libro dedicado al teatro.
Elfriede Kuzmany falleció en el año 2006 en Múnich, Alemania, tras una larga enfermedad.

## Premios (selección)
- 1959 : Nombramiento de actriz estatal
- 1963 : Deutscher Filmpreis al mejor papel de reparto por la cinta de Rolf Thiele Das schwarz-weiß-rote Himmelbett
- 1981 : Hersfeld-Preis por su actuación en El rey Lear (Shakespeare)
- 1989 : Schwabinger Kunstpreis[1]
- 1999 : Orden Bávara de Maximiliano para las ciencias y las artes

## Filmografía (selección)
- 1939 : Hotel Sacher
- 1950 : Der fallende Stern
- 1952 : Haus des Lebens
- 1957 : Ein Fremder kam ins Haus (telefilm)
- 1958 : Androklus und der Löwe (telefilm)
- 1959 : Dame Kobold (telefilm)
- 1960 : Schatten der Helden (telefilm)
- 1962 : Das schwarz-weiß-rote Himmelbett
- 1964 : Kennwort: Reiher
- 1968 : An Einzeltischen (telefilm)
- 1978 : Derrick (serie TV), episodio Madeira
- 1976 : Der Sternsteinhof
- 1977 : Polizeiinspektion 1 (serie TV), episodio Der Föhn
- 1978 : Derrick (serie TV), episodio Die verlorenen Sekunden
- 1978 : Der Alte (serie TV), episodio Der schöne Alex
- 1982 : Derrick (serie TV), episodio Das Alibi
- 1983 : Dies rigorose Leben
- 1988 : Der Schatz im Niemandsland (serie TV)
- 1989 : Die Bertinis (miniserie TV)
- 1991 : Die schönste Liebesgeschichte des Jahrhunderts (telefilm)
- 1991 : Erfolg
- 1992 : Das kleine Gespenst
- 1995 : Tödliches Geld (telefilm)
- 1996 : Tatort (serie TV), episodio Freitagsmörder
- 1997 : Eine Herzensangelegenheit (telefilm)

## Radio
- 1947 : Die Venus von Ille, dirección de Inge Möller
- 1948 : Dantons Tod (de Georg Büchner), dirección de Walter Ohm
- 1949 : Du kannst mir viel erzählen, dirección de Ulrich Erfurth
- 1949 : Leonce und Lena (de Georg Büchner), dirección de Inge Möller
- 1949 : Herr Lamberthier, dirección de Gert Westphal
- 1954 : Leonhard Frank: Die Ursache, dirección de Walter Ohm
- 1955 : Sappho. Ein Trauerspiel (de Franz Grillparzer), dirección de Wilhelm Semmelroth
- 1974 : Das Duell (de Antón Chéjov), dirección de Klaus Gmeiner
- 1975 : Largo viaje hacia la noche (de Eugene O’Neill), dirección de Klaus Gmeiner
- 1975 : Bunbury (de Oscar Wilde), dirección de Klaus Gmeiner
- 1982 : Morgen, Liebste, wissen wir mehr, dirección de Ernst Wendt
- 1983 : Über allen Gipfeln ist Ruh, dirección de Frank Erich Hübner
- 1984 : Marmorengel, dirección de Heinz Hostnig
- 1993 : Jena, dirección de Klaus Gmeiner

## Obra (selección)
- Der Anti-Antifaust oder wie man Goethes „Faust“ abschaffen könnte oder Scherz, Satire, Irr-Regie, untiefere Bedeutung: ein fiktives Regiebuch, Múnich: Obalski 1985.